# Капітальний ремонт
Капіта́льний ремо́нт або ка́премонт (англ. overhaul; нім. Generalreparatur f, Generalüberholung f) — ремонт, що виконується для відновлення справності та повного або близького до повного  ресурсу виробу з заміною або відновленням будь-яких його частин, включаючи базові. Показники значень щодо повного ресурсу, встановлюють у нормативно-технічній документації. ДСТУ 9050:2020.

## Загальна характеристика
Вид ремонту будівель, споруд, машин, обладнання, транспортних засобів та інших видів основних фондів, який здійснюється звичайно з періодичністю понад одного року, при якому, як правило, повністю розбирають агрегат, замінюють чи відновлюють усі спрацьовані вузли і деталі, ремонтують базові та інші двигуни і вузли, збирають, регулюють та випробовують агрегат. При цьому вказані види робіт повинні проводитися з урахуванням можливостей покращання технічних параметрів обладнання, яке ремонтується, та його модернізації.
Капремонт будівель і споруд вважається таким, при якому відбувається заміна спрацьованих конструкцій і деталей чи заміна на міцніші та економічніші, які покращують експлуатаційні можливості об'єктів, що ремонтуються, за винятком повної заміни основних конструкцій, термін служби яких у даному об'єкті найбільший (фундаменти, стіни тощо).
Капремонт основних фондів на гірничих, бурових та нафтогазовидобувних підприємствах здійснюється як господарським, так і підрядним способом, див. капітальний ремонт шахтних стовбурів.
Підрядним способом на спеціалізованих підприємствах проводять капітальний ремонт двигунів внутрішнього згоряння, електромоторів та ін.
Капремонт значної частини основних фондів підприємства здійснюється силами підрозділів його бази виробничого обслуговування. Особливе місце на нафтогазовидобувних підприємствах займає капітальний ремонт свердловин, який здійснюється спеціалізованими підрозділами, див. капітальний ремонт свердловин.

## У будівництві
Капітальний ремонт будівлі — це комплекс ремонтно-будівельних, робіт, який передбачає заміну, відновлювання та модернізацію конструкцій і обладнання будівель в зв'язку з їх фізичною зношеністю та руйнуванням, поліпшення експлуатаційних показників, а також покращення планування будівлі і благоустрою території без зміни будівельних габаритів об'єкта.
Капітальний ремонт передбачає призупинення на час виконання робіт експлуатації будівлі в цілому або її частин (за умови їх автономності).